# غزل الرومي 163 (قصيدة)
غزل جلال الدين الرومي 163 ، الذي يبدأ بـ(براويد عرفاني - "اذهبوا يا أصدقائي") هي قصيدة غزل فارسية مكونة من سبعة أبيات كتبها الشاعر جلال الدين الرومي (المعروف عادة في إيران باسم مولوي أو مولانا) في القرن الثالث عشر. يقال إن القصيدة كتبها جلال الدين الرومي حوالي عام 1247 لإقناع صديقه شمس التبريزي بالعودة إلى قونية من دمشق.
في القصيدة يطلب جلال الدين الرومي من أصدقائه أن يعيدوا صديقه الحبيب إلى المنزل، ولا يقبلوا أي أعذار. وفي النصف الثاني يمتدح حبيبته ويصف صفاتها العجيبة. ويختتم بإرسال تحياته ويقدم خدمته.
تحظى القصيدة بشعبية كبيرة في البلدان الناطقة باللغة الفارسية وقد تم تلحينها من قبل عدد من الموسيقيين بما في ذلك المطربين الأفغان هانغاما وأحمد ظاهر. تشتهر أيضًا بلوحة مصغرة تعود إلى عام 1503 تحتوي على ثلاثة من الأبيات ومُصورة لشمس التبريزي وهو يلعب الشطرنج.

## المنمنمات الفارسية

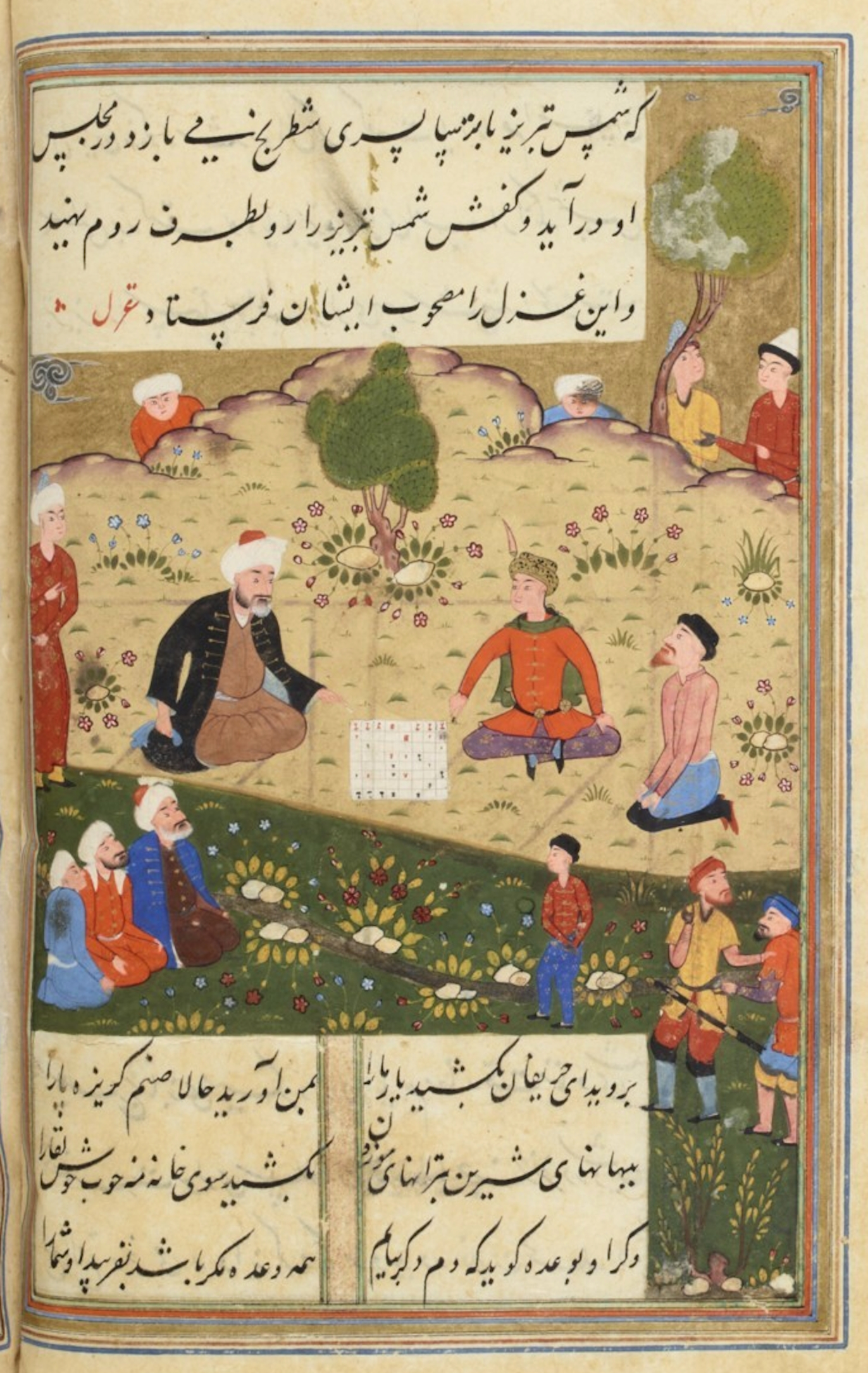
صفحة من نسخة ديوان شمس التبريزي تعود إلى حوالي عام 1503

رُسمَت المنمنمات الفارسية الموضحة هنا في حوالي عام 1503، أي بعد حوالي 250 عامًا من الحدث المصور. وفي النصف العلوي توجد هذه الكلمات التمهيدية التي تشرح أصل القصيدة:
که شمس تبریز با ترسا پسری شطرنج م‍ے‌بازد در مجلس
او درآید و کفش شمس تبریز را رو بطرف روم نهید
و این غزل را مصحوب ایشان فرستاد
"وعندما كان شمس التبريزي يلعب الشطرنج مع صبي مسيحي، جاء ( السلطان ولد ) إلى المكان الذي كان يجلس فيه وأقنعه بالعودة إلى قونية (حرفيًا، حول حذاء شمس التبريزي في اتجاه سلاجقة الروم)، وأرسل (الرومي) هذا الغزل في إشارة إليه (شمس)."

## النص
1
بروید ای حریفان بکشید یار ما را
به من آورید آخر صنم گریزپا را
اذهبوا يا أصدقاء، واحضروا أحباءنا؛
من فضلك أحضر لي هذا الصنم الهارب!
2
به ترانه‌های شیرین به بهانه‌های زرین
بکشید سوی خانه مه خوب خوش‌لقا را
مع الأغاني الحلوة والأعذار الذهبية،
أحضر إلى المنزل القمر الجميل ذو الوجه الجميل.
3
وگر او به وعده گوید که دمی دگر بیایم
همه وعده مکر باشد بفریبد او شما را
وإذا وعدني "سآتي في وقت آخر"
كل وعد هو خدعة، سوف يخدعك.
4
دم سخت گرم دارد که به جادوی و افسون
بزند گره بر آب او و ببندد او هوا را
لديه نفس دافئ، لدرجة أنه مع السحر والتعاويذ
فهو قادر على ربط عقدة في الماء وتحويل الهواء إلى صلب.
5
به مبارکی و شادی چو نگار من درآید
بنشین نظاره می‌کن تو عجایب خدا را
بكل سرور وفرح عندما يظهر حبيبي،
اجلس واستمر في النظر إلى معجزات الله.
6
چو جمال او بتابد چه بود جمال خوبان
که رخ چو آفتابش بکشد چراغ‌ها را
عندما يضيء مجده، ما هو مجد الجمال؟
لأن وجهه الذي يشبه الشمس يقتل المصابيح.
7
برو ای دل سبک‌رو به یمن به دلبر من
برسان سلام و خدمت تو عقیق بی‌بها را
اذهب أيها القلب الخفيف الحركة إلى اليمن إلى سارق قلبي؛
تقبل تحياتي وخدمتي لتلك الجوهرة بلا ثمن.

## الوزن العروضي
الوزن المُستخدم هو بحر الرمل المسكول.

## روابط خارجية
- غزال 163. النص والملاحظات (غنجور).
- التلاوة (النطق الإيراني)
- التلاوة (النطق الإيراني، متحدث أنثى)
- تلاوة عبد الكريم سروش (نطق إيراني)؛ وغناء أيضًا (نطق أفغاني) أحمد ظاهر .
- غزل 163 غناء المطرب الأفغاني أحمد ظاهر . (النطق الأفغاني)
- غزل 163 نسخة محفوظة 17 مارس 2020 على موقع واي باك مشين. غناء مغنية